# Lede (vroegere rivier)
De Lede of Leede was een rivier die nabij het huidige Leerdam aftakte van de Linge en richting Meerkerk stroomde. Hier kwam de Lede samen met een aantal veenstromen. Vanaf dat punt volgde het water drie routes: een deel stroomde via de huidige Oude Zederik naar de Lek, een deel stroomde via de Zederik bij Arkel weer terug in de Linge en een deel stroomde via de Noordeloos en de Giessen naar de Merwede. In het begin van de 13de eeuw werd de Lede afgedamd, hetgeen de stichting van Leerdam inspireerde. Vandaag de dag is de Lede geheel verland en niet meer als watergang aanwezig.